# Andújar
Andújar és un municipi de la província de Jaén a Andalusia (Espanya). Capçalera de la Campiña de Jaén, amb gairebé 957 km² de superfície és el municipi amb major extensió de tota la província. El seu terme municipal està dividit pel riu Guadalquivir, quedant al nord el Parc Natural de la Serra d'Andújar, pertanyent a Sierra Morena i al sud, la vega i campanya.

## Història
Les restes més antigues que s'han trobat en el seu entorn són del Paleolític, pertanyents a la Cultura Acheliense, però és en el Neolític i en la primera part de l'edat del bronze quan s'intensifica el poblament del terme, afavorit pel desenvolupament de l'agricultura en les seves fèrtils terres i el desenvolupament de la mineria a Sierra Morena.
El primer poble que es va assentar d'una forma notòria en la zona van ser els oretans, poble iber, fundant l'antiga Isturgi en els Villares de Andújar (és un error d'identificació molt generalitzat confondre-la amb Iliturgi, situada en turó Máquiz, Mengíbar; de fet el gentilici d'Andújar, iliturgitano, ve d'aquí), entrant en contacte amb turdetans, fenicis, grecs i cartaginesos i altres poblacions com Obulco (Porcuna) o Castulo (Linares). Tota aquesta zona va ser romanitzada a la Hispània Ulterior. Durant la revolta de 197 aC, Marc Helvi Blasió va derrotar els celtibers a la batalla d'Iliturgi el 196 aC.
L'any 711, després de la batalla de Guadalete, tota la zona sud de la península passaria a l'Àndalus. Traslladada la població des dels Villares de Andújar a l'actual nucli antic d'Andújar, el nom d'Anduyar (Andújar) va sorgir per primera vegada durant l'emirat de Muhàmmad I (853). Els almohades, en el segle xii, van fortificar la ciutat definitivament. Va ser reconquistada per Ferran III de Castella de forma pacífica el 1225. Enric IV li va concedir el 1467 la condició de ciutat. Va ser ocupada el 1808 pels francesos i el 1873 es va declarar cantó federal.

## Monuments d'interès
- L'església de Santa Maria la Major (segle xv). En el seu interior s'exposa el quadre La Oración en el Huerto d'El Greco
- L'església gòtica de San Miguel.
- L'ajuntament.
- El convent de San Francisco
- El pont romà, del segle i

## Festes i costums populars
La festa més destacada és el Romiatge de la Virgen de la Cabeza, en la qual els fidels realitzen una visita al santuari situat en el turó del Cabezo. La llegenda conta que un pastor de Colomera (Granada) anomenat Juan Alonso de Rivas es trobava la nit de l'11 al 12 d'agost de 1227 cuidant el bestiar d'un veí d'Arjona quan va començar a veure unes estranyes llums a la part alta d'un turó i a sentir el so incessant d'una campana. Va pujar al cim del turó on va trobar una imatge de la Virgen de la Cabeza.
També se celebra la Fira de setembre, una fira ramadera, que, actualment, té un menor protagonisme, però segueix rebent expositors de bestiar.

## Ciutats Agermanades
- Favara (Itàlia), 2004.